# Entoloma virescens
Entoloma virescens är en svampart som först beskrevs av Berk. & M.A. Curtis, och fick sitt nu gällande namn av E. Horak 1976. Entoloma virescens ingår i släktet Entoloma och familjen Entolomataceae.   Inga underarter finns listade i Catalogue of Life.

## Bildgalleri

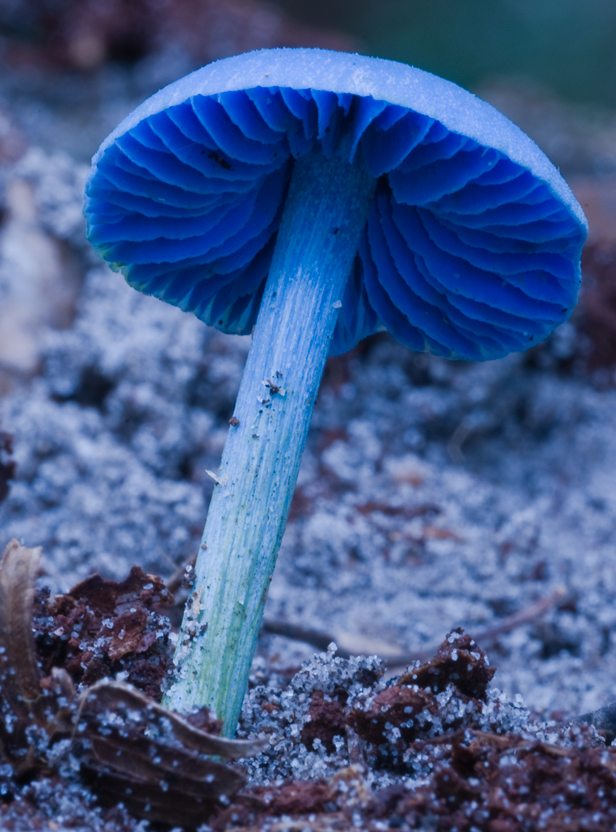
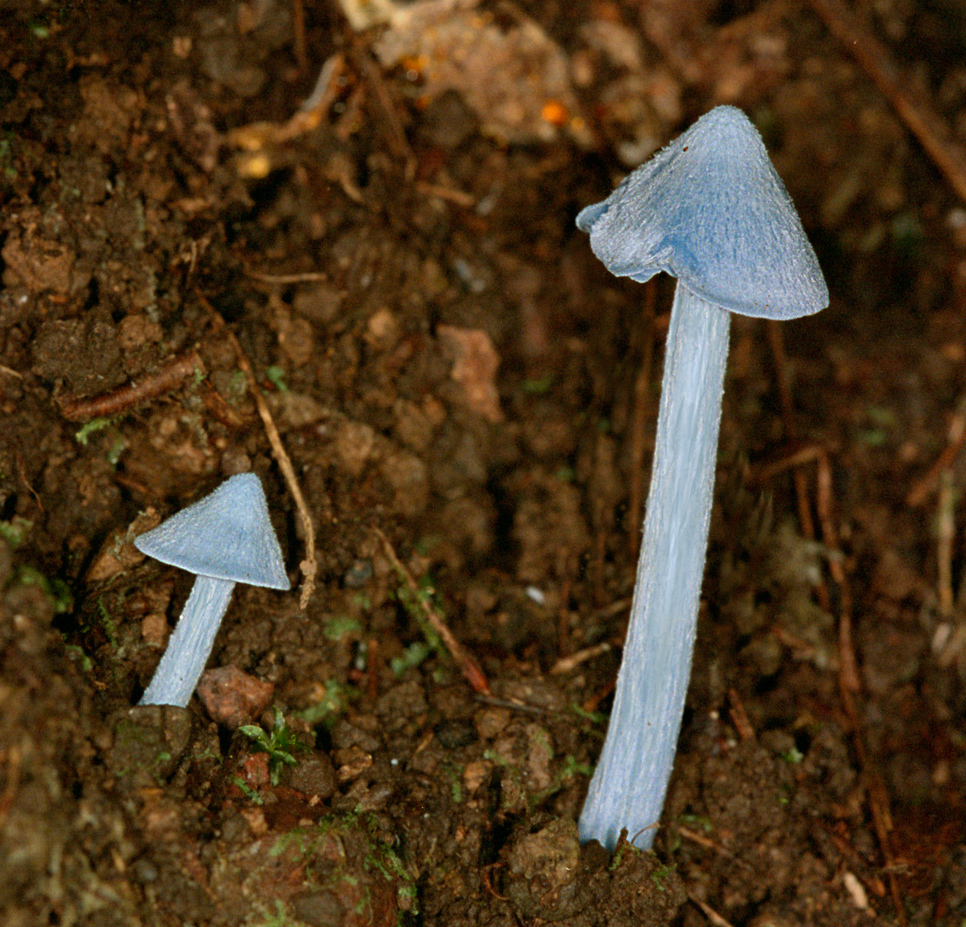